# Shin'ichi Matsushita
Shin'ichi Matsushita (født 1. oktober 1922 i Osaka, Japan, død 25. december 1990) var en japansk komponist, professor, lærer og matematiker.
Matsushita studerede matematik på University of Kyushu, og komposition privat hos flere forskellige lærere. Han har skrevet fem symfonier, orkesterværker, kammermusik, instrumental og soloværker for mange instrumenter, Elektronisk musik etc. Han hører til den moderne klassiske musik. Primært avantgarde musikken. Han blev senere professor på bl.a. Municipal University i Osaka.

## Udvalgte værker
- Symfoni "Dimensionen" (1962) - for orkester
- Symfoni "Liv" (1963) - for orkester
- Symfoni"Pol[flertydigt link ønskes præciseret]" (1968) - for orkester
- Symfoni "Union[flertydigt link ønskes præciseret]" (1974) - for orkester
- Symfoni "En ny sang" (1987) - for orkester
- "71 Astrale åndedrag" (1968) - for kammerorkester
- ViolinKoncert "Idyl" (1972) - for violin og orkester
- "Isomorfisums" (1959) - for kammerorkester